# Ri Yong-mu
Ri Yong-mu (* 25. Januar 1925 in P’yŏngan-namdo; † 27. Januar 2022) war ein nordkoreanischer Politiker der Partei der Arbeit Koreas (PdAK) und Vizemarschall der Koreanischen Volksarmee (KVA), der unter anderem auf der Dritten Parteikonferenz im September 2010 zum Mitglied des Politbüros des Zentralkomitees (ZK) der PdAK gewählt wurde und Vize-Vorsitzender der Nationalen Verteidigungskommission war. Er gehörte zur ersten Generation der politischen Elite Nordkoreas und war der Ehemann einer der Tanten von Kim Jong-il. Er nahm regelmäßig an Regierungs- und Parteiveranstaltungen teil und war ständiges Mitglied auf den Podien, bei Treffen und anderen offiziellen Veranstaltungen.

## Leben

### Aufstieg zum Generaloberst und Entmachtung 1977
Ri Yong-mu trat 1947 in das Zentrale Gardebataillon ein und fungierte in den 1960er Jahren als Politoffizier während der Kampagne Kim Il-sungs, um die Volksarmee der politischen Kontrolle zu unterstellen. Im Juni 1964 wurde er zum Generalleutnant befördert und zum Ersten Vize-Direktor der Politischen Hauptabteilung des Ministeriums für die Volksstreitkräfte ernannt.
Auf dem V. Parteitag der PdAK im November 1970 wurde Ri zum Mitglied des ZK gewählt und im Dezember 1972 zum Deputierten der fünften Obersten Volksversammlung. Dort war er auch Mitglied des Qualifikations- und Vollmachtenprüfungsausschusses. Im 1973 erfolgte seine Beförderung zum Generaloberst sowie Ernennung zum Direktor der Politischen Hauptabteilung des Ministeriums für die Volksstreitkräfte und damit zum führenden Politoffizier der Volksarmee. Im Juni 1974 wurde er zudem zum Mitglied des Politbüros des ZK gewählt.
Im Oktober 1977 wurde Ri aus dem Zentralkomitee der Partei der Arbeit ausgeschlossen und als Leiter der Politischen Hauptabteilung entlassen wegen seiner Verbindungen zu Gegnern von Kim Il-sung und dessen neu eingeführter Chuch’e-Ideologie, die den Marxismus-Leninismus als politische Weltanschauung ablösen sollte. Nach seiner Absetzung verschwand er aus dem öffentlichen Leben und wurde mehrere Jahre lang einer Umerziehung unterzogen.

### Politisches Comeback und Aufstieg zum Vize-Vorsitzenden der Nationalen Verteidigungskommission
Eine offizielle Position nahm Ri Yong-mu erst im Januar 1985 wieder ein, als er zum Vize-Vorsitzenden des Volkskomitees der Provinz Ryanggang-do ernannt wurde und dort für die Verwaltung dieser Provinz zuständig war. Im November 1988 wurde seine politische Rolle durch die Wahl zum Kandidaten des ZK wiederhergestellt. Diese Rehabilitation wurde durch die Wiederwahl zum Mitglied des ZK der Partei der Arbeit im Juni 1989 bestätigt. Zugleich wurde er 1989 zum Vorsitzenden des Staatlichen Inspektionskomitees ernannt, ehe er im Dezember 1991 Vorsitzender der Transportkommission wurde.
Ri Yong-mu, dem im April 1992 der Kim-Il-sung-Orden verliehen wurde, gehörte zu den Mitgliedern der Begräbniskomitees bei den Beisetzungen von Kim Il-sung im Juli 1994 sowie von O Chin-u im Februar 1995, wenngleich er in der Hierarchie unter den Nummern 55 bzw. 52 nicht zu den Spitzenfunktionären bei diesen Beisetzungen gehörte.
Während der Eröffnungssitzung der zehnten Obersten Volksversammlung wurde Ri zum Vize-Vorsitzenden der Nationalen Verteidigungskommission gewählt. Zugleich wurde ihm im Februar 1998 der Orden Held der Arbeit verliehen. Im September 1998 wurde er zum Vizemarschall befördert. 2003 und 2009 wurde er zudem wieder zum Deputierten der Obersten Volksversammlung gewählt. Zuletzt erfolgte am 28. September 2010 seine Wahl zum Mitglied des Politbüros des ZK der PdAK.